# Dicerura padi
Dicerura padi är en tvåvingeart som beskrevs av Boris Mamaev 1975. Dicerura padi ingår i släktet Dicerura och familjen gallmyggor. Inga underarter finns listade i Catalogue of Life.